# Bodegraven

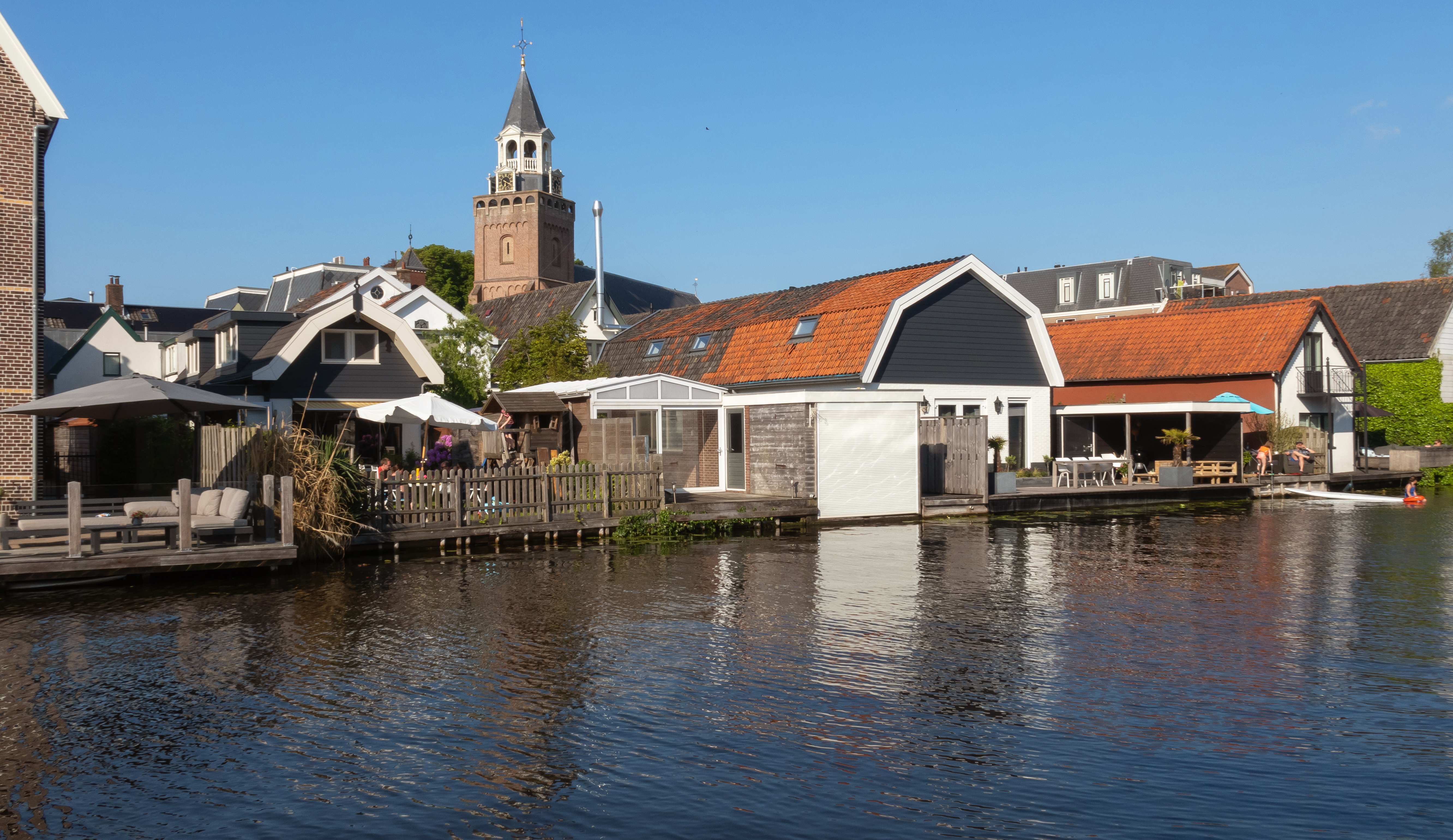
Kirche (Sint Galluskerk) vom Oude Rijn

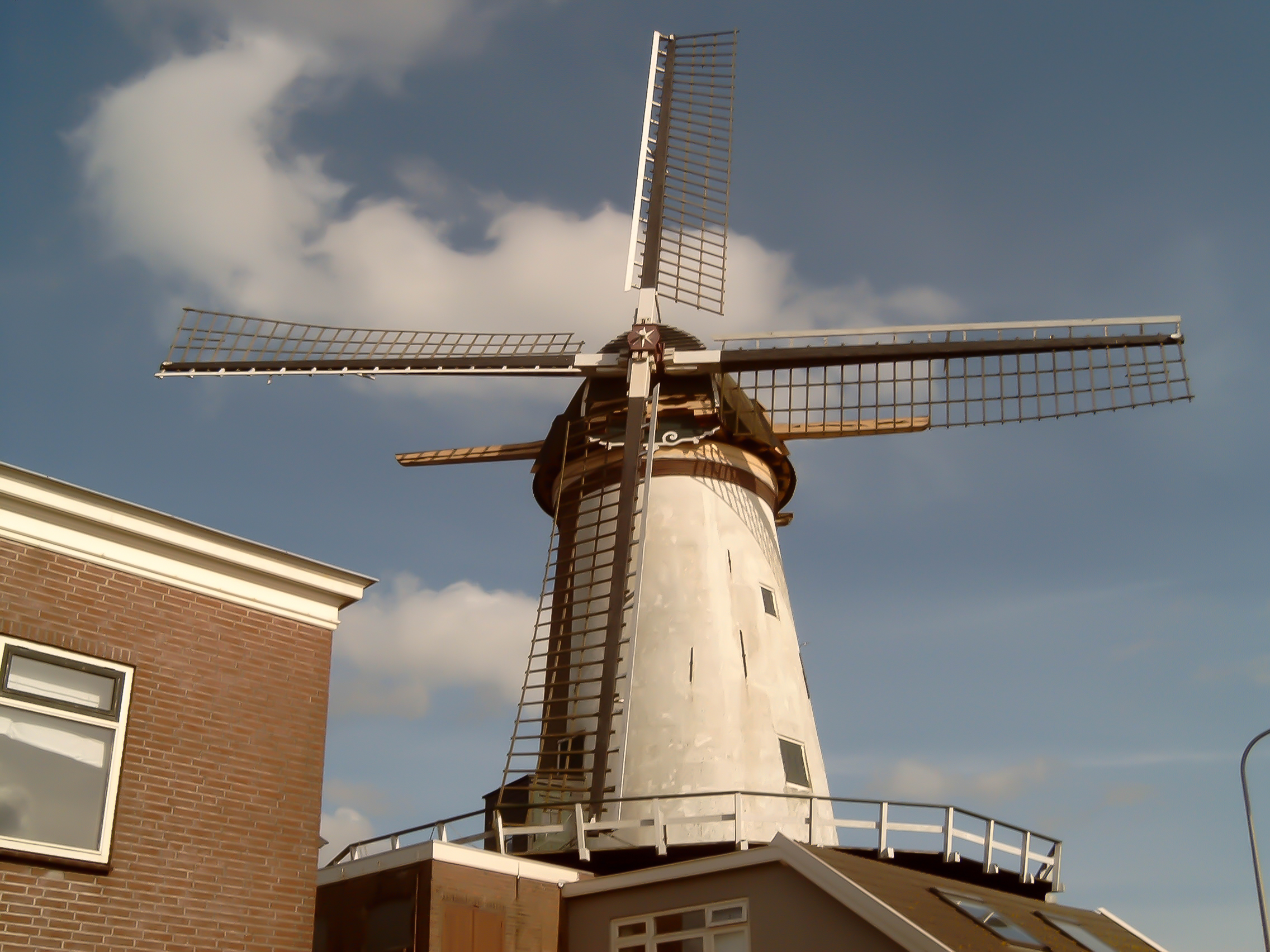
Bodegraven, Mühle „de Arkduif“

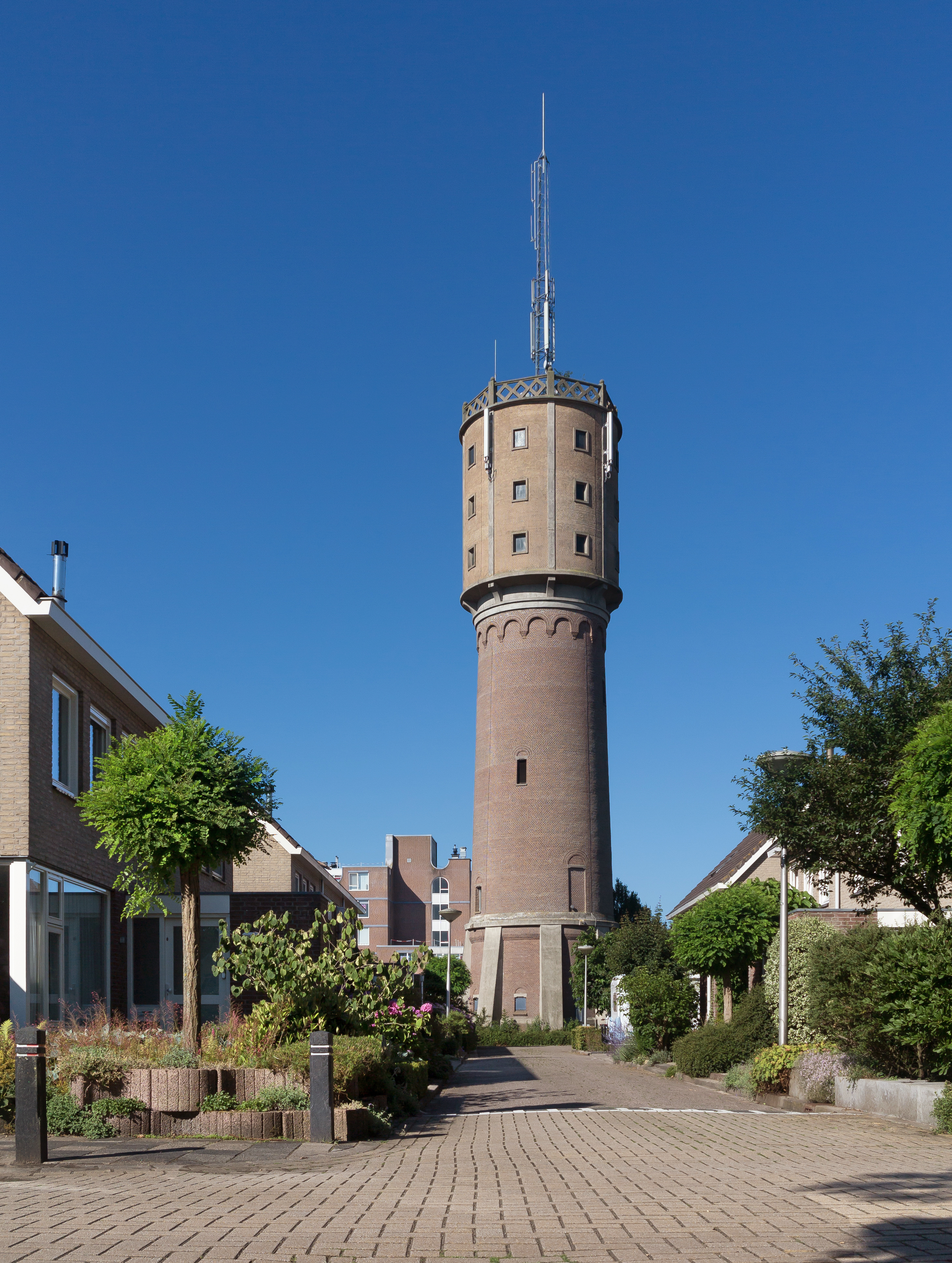
Bodegraven, der Wasserturm

Bodegraven (anhörenⓘ) ist eine Kleinstadt und eine ehemalige Gemeinde in der niederländischen Provinz Südholland. Die Gemeinde umfasste auch die kleinen Dörfer Meije und Nieuwerbrug. In der Gemeinde lebten 19.432 Menschen (Stand: 31. Dezember 2010). Die Gesamtoberfläche der Gemeinde war 38,5 km² (Land: 37,49 km², Wasser: 1,01 km²).
Seit 1. Januar 2011 ist Bodegraven Sitz der Gemeinde Bodegraven-Reeuwijk.

## Lage und Wirtschaft
Bodegraven liegt am Fluss Oude Rijn, zwischen Alphen aan den Rijn und Woerden. Die Stadt hat einen Bahnhof an der Eisenbahnlinie Leiden – Utrecht. Die Autobahn A12 (Utrecht – Gouda – Rotterdam/Den Haag) hat eine Ausfahrt nach Bodegraven.
Bodegraven lebt von der Milchviehhaltung und vor allem von der davon abgeleiteten Nahrungsmittelindustrie: Käse, (die landesweit bekannte Firma Frico), Milchprodukte usw.

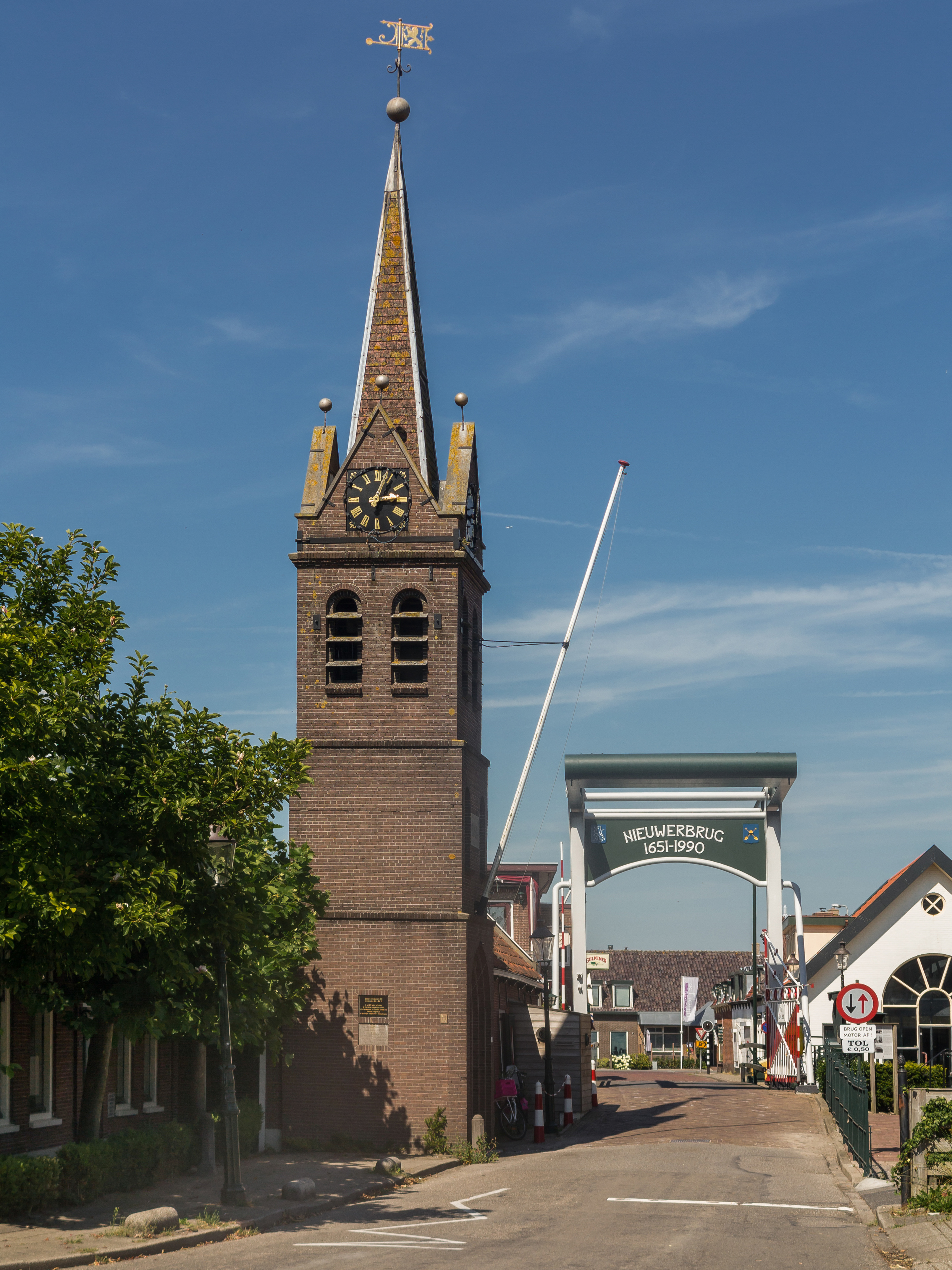
Nieuwerbrug, Turm (Klokketoren oder de Onafhankelijkheidstoren) und Brücke

## Geschichte
Die Stelle, an der Bodegraven liegt, markierte im 1. Jahrhundert die Grenze des Römischen Reiches. Im „Museum voor Oudheden“ in Leiden befindet sich ein 1937 in Bodegraven ausgegrabener Reiterhelm aus vergoldeter Bronze, der einem römischen Soldaten gehört hat. Vermutlich befand sich hier ein  „castellum“ einer römischen Legion. Auch 1994 wurden bei Grabungen interessante Funde gemacht, welche im Rathaus in einer Vitrine ausgestellt sind.
- Siehe auch: Kastell Bodegraven

Von der Geschichte bis 1600 ist dann wenig mehr bekannt. Bei Stadtbränden im Mittelalter und im 17. Jahrhundert ging vieles verloren. So ist es unsicher, ob Bodegraven früher Stadtrechte gehabt hat. Es ist ebenso unsicher, ob der Ort eine Stadt oder ein Dorf ist.
Im Jahr 1882 wurde eine Käsefabrik und -großhandlung gegründet, der Bodegraven bis heute eine gewisse Wirtschaftsblüte verdankte.

## Sehenswürdigkeiten
- In der Nähe des Bahnhofs steht ein kleines, nur am Samstag geöffnetes Käsemuseum.
- Die Schanze Wierickerschans, in einer malerischen Polderlandschaft, datiert aus dem 17. Jahrhundert und kann im Sommer nach Verabredung mit einem Führer besichtigt werden
- Nördlich des Ortes liegen die Nieuwkoopse Plassen (Seen), ein Vogelschutzgebiet
- Das Dorf Nieuwerbrug (deutsch Neue Brücke) hat eine Zollbrücke aus dem Jahr 1609
- Man kann von hier aus eine Radtour durch das holländische Polderland mit seinen vielen alten Windmühlen machen
- Im Ort bestehen die Evangelische Dorfkirche St. Gallus aus dem 15. Jahrhundert und die 1865 erbaute katholische Sint Willibrorduskerk.

## Verkehr

### Schienenverkehr
Die Stadt hat einen Bahnhof an der Eisenbahnlinie Leiden – Utrecht.

### Straßenverkehr
Die Nationalstraße N11 und die Autobahn A12 kreuzen sich nahe der Stadt.

### Öffentlicher Personennahverkehr
Von Bodegraven fährt einen Bus nach Gouda (Linie 178), Alphen aan den Rijn (Linie 722) und Woerden über de Meije (Linie 724).

## Politik

### Sitzverteilung im Gemeinderat
| Partei                            | Sitze | Sitze | Sitze | Sitze |
| Partei                            | 1994  | 1998  | 2002  | 2006  |
| --------------------------------- | ----- | ----- | ----- | ----- |
| Beter Bodegraven                  | 5     | 5     | 4     | 4     |
| CDA                               | 5     | 5     | 5     | 4     |
| PvdA                              | 2     | 2     | 2     | 3     |
| ChristenUnie                      | —     | —     | 2     | 2     |
| VVD                               | 2     | 2     | 2     | 2     |
| SGP                               | 1     | 1     | 2     | 1     |
| GroenLinks                        | —     | —     | —     | 1     |
| RPF/GPV                           | 1     | 2     | —     | —     |
| D66                               | 1     | 0     | —     | —     |
| Algemeen Ouderen Verbond/Unie 55+ | —     | 0     | —     | —     |
| Gesamt                            | 17    | 17    | 17    | 17    |

## Persönlichkeiten
- Antoon Veerman (1916–1993), Journalist, Lehrer und Politiker
- Cornelis Houtman (* 1945), evangelischer Theologe und Professor